# パラッツォ
パラッツォ (Palazzo) は、イタリアの比較的大きな建築物を指し、建築としての価値を持つものである。古代ローマ皇帝の宮殿があったパラティーノを語源とする。パラッツォの多くは君主、王、太子、シニョーレ、貴族の居住のために建てられたが、現在それらの多くは公共の庁舎に転用されている。日本語では、「-宮殿」（-宮）、「-館」、「-官邸」など用途により訳される語が異なることがある。

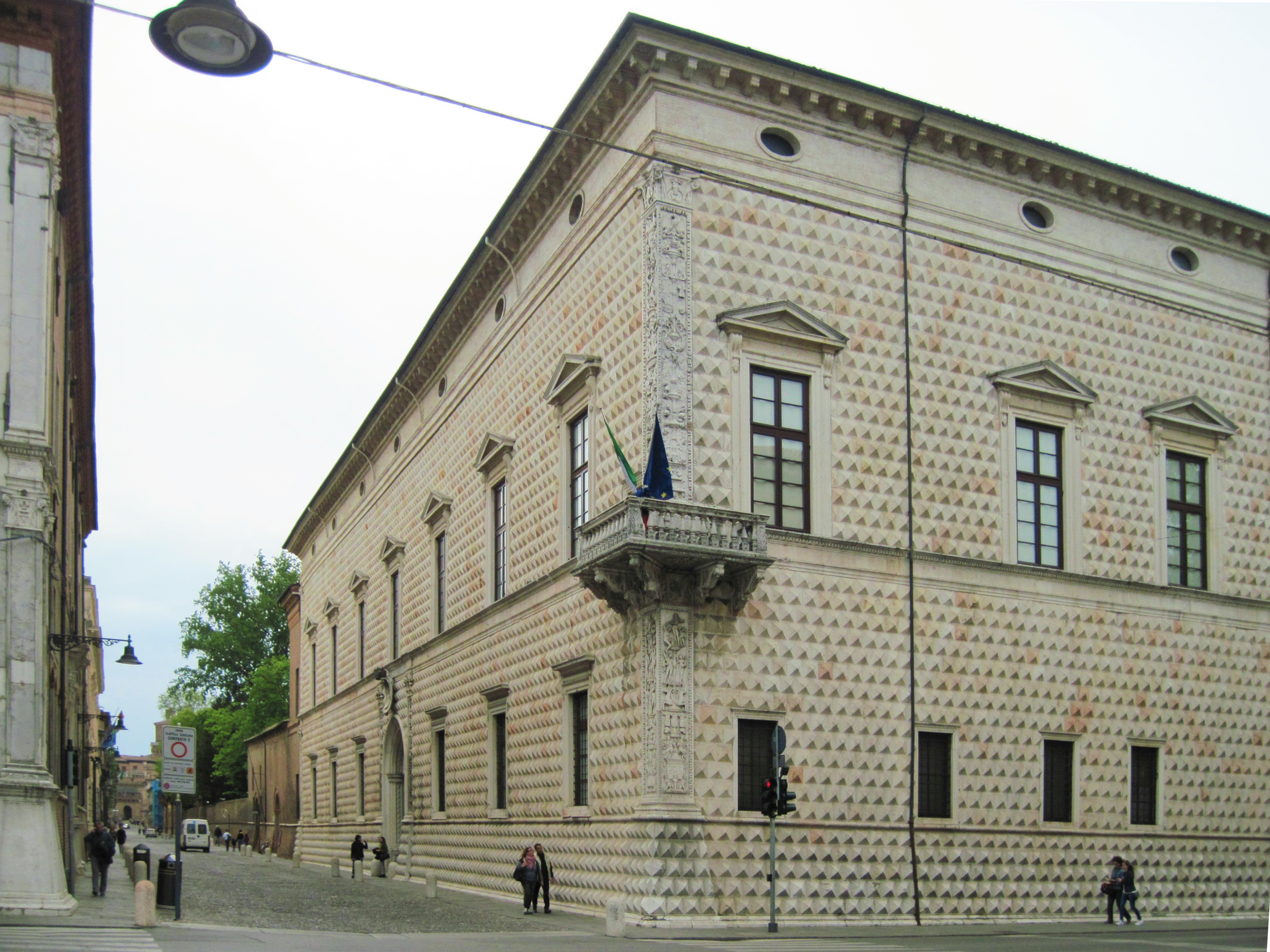
エルコレ1世デステ通りの一角にあるディアマンティ宮殿

## 歴史上のパラッツォ
たとえば皇帝宮殿やインスラといった、この種の建築はローマ文明に見ることが出来る。